# Roger Lundin
Hans Roger Lundin, född 31 juli 1958, är en svensk fotbollstränare. Han tränade bland annat Djurgårdens IF samt Brage IK där han även spelade på 80-talet när de bland annat spelade i Uefacupen.
Åren 1994-1996 var han tränare i IK Brage. Inför säsongen 1997 fick han uppdraget av Djurgården som precis åkt ur Allsvenskan att ta sig upp igen. Säsongen slutade dock med en kvalförlust, och efter säsongen fick han sparken. Hösten 2002 fick han pånytt chansen i Brage, nu med uppdraget att rädda kontraktet i Superettan. Det lyckades, men det blev ändå ingen fortsättning. Både innan och efteråt har han tränat Ornäs BK:s damlag.